# Zoé (banda)
Zoé é uma banda de rock alternativo mexicana, fundada em 1997 na cidade de Cuernavaca, no México.